# Sclerophrys regularis
Sclerophrys regularis és una espècie de gripau de la família Bufonidae. Aquesta espècie també és coneguda com a gripau africà comú, gripau egipci, gripau de quadrícula i gripau africà saltador.
Va ser descrit com Bufo regularis per Adolph Reuss el 1833. Va ser reclassificat el 2006 en el gènere Amietophrynus i una segona vegada el 2016 en el gènere del Sclerophrys. L'Sclerophrys chudeaui (Chabanaud, 1919) n'és un sinònim.

## Descripció
Aquest gripau és vigorós i amb la pell plena de berrugues. La longitud dels mascles (del morro a cul) és de 62 a 91 mm i la de les femelles és de 70 a 130 mm. Les glàndules paròtides són grosses, en forma paral·lela o amb perfil de ronyó i el mascle té un únic sac bucal. La superfície del dors té un color marró-verd fosc amb taques forques distribuïdes simètricament. En els joves es pot veure una banda pàl·lida per l'espinada. A prop dels ulls i sobre el llavi superior hi ha unes petites taques i entre les berrugues als costats del cos s'hi poden trobar unes marques fosques. Els mascles tenen les goles de color negre i les parts inferiors de femelles i mascles són blanques o beig. El seu rauc és un xerrac fet de dos impulsos que duren el temps d'un segon o menys. Si és amenaçat, fa salts per confondre els depredadors o fugir-ne, també per l'aigua doncs les potes posteriors els permeten nedar.

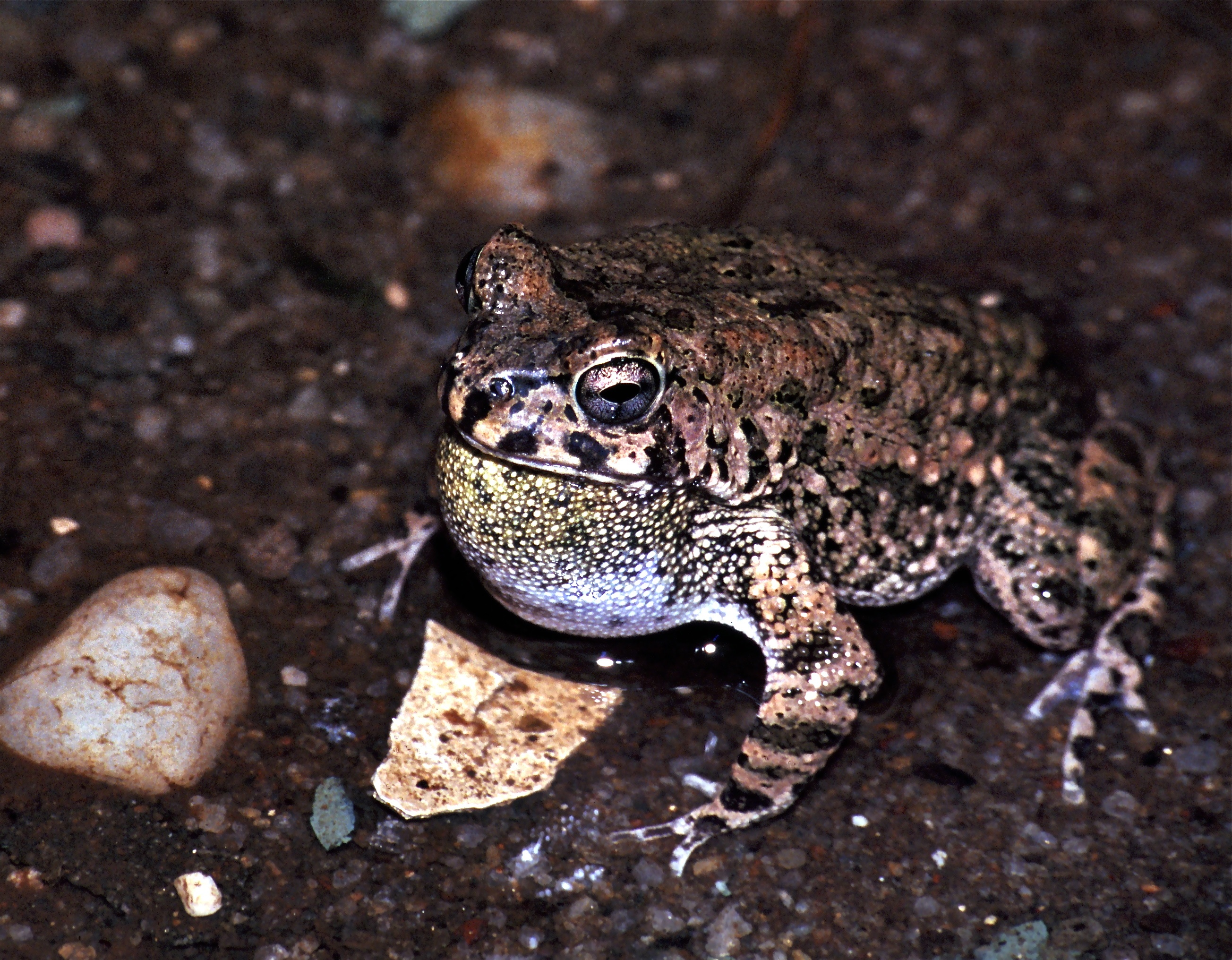
Amietophrynus regularis

## Hàbitat
Aquesta espècie és abundant en les sabanes humides i les seques, prats d'altitud, als marges dels boscos i en zones de conreus. També és comú en els vorals dels rius, on s'alimenta. Es pot trobar en jardins de zones urbanitzades. En zones menys humides es veu substituït per altres espècies com l'Sclerophrys garmani i Sclerophrys xeros. El seu hàbitat inclou sabanes seques, zones seques d'arbustos (sub)tropicals, praderies inundables, rius, llac, jardins rurals, àrees urbanes i zones deforestades.

## Distribució
L'Sclerophrys regularis és una espècie molt extensa, és molt adaptable i la població és estable. Se'l troba sovint a l'Àfrica subsahariana i el seu extens hàbitat arriba fins oasi d'Algèria i Líbia i també a la vall del Nil, a Egipte.
La Unió Internacional per la Conservació de la Natura el té catalogat com risc mínim. És una espècie molt adaptable que no s'enfronta a cap amenaça important. A Egipte, l'abast de l'espècie augmenta amb el desenvolupament de projectes de reg. Se'n venen com a animals de companyia. Per tenir-ne dos gripaus fa menester un terrari d'un mínim de 75 litres.